# Pluteales
Genre
Les Plutéales sont un ancien ordre de champignons basidiomycètes qui comprenait les Entolomataceae et les Pluteaceae.
Ces deux familles sont revenues dans l’ordre des Agaricales.